# Lípa svobody (Kamenice nad Lipou)
Lípa svobody v Kamenici nad Lipou je významný strom, který roste v centru města na náměstí Československé armády, kam byla (podobně jako řada dalších lip v jiných lokalitách) vysazena v roce 1919 na památku  vzniku Československé republiky. Strom je pozoruhodný nejen svým vzrůstem, ale i původem. Je totiž potomkem slavné Kamenické lípy, jednoho z nejvýznamnějších památných stromů České republiky. Ta roste v zámeckém parku jen 150 metrů východně z náměstí.

## Základní údaje
- název: Lípa svobody
- druh: lípa velkolistá (Tilia platyphyllos)
- výška: ? m
- obvod: přes 3 metry
- věk: 106 let (vysazena 1919)[1]
- památný strom ČR: nevyhlášena
- umístění: kraj Vysočina, okres Pelhřimov, obec Kamenice nad Lipou
- souřadnice: 49°18'6.94"N, 15°4'39.20"E